# Solva caiusi
Solva caiusi är en tvåvingeart som beskrevs av Seguy 1956. Solva caiusi ingår i släktet Solva och familjen lövträdsflugor. Inga underarter finns listade i Catalogue of Life.